# Wilhelm Bendz

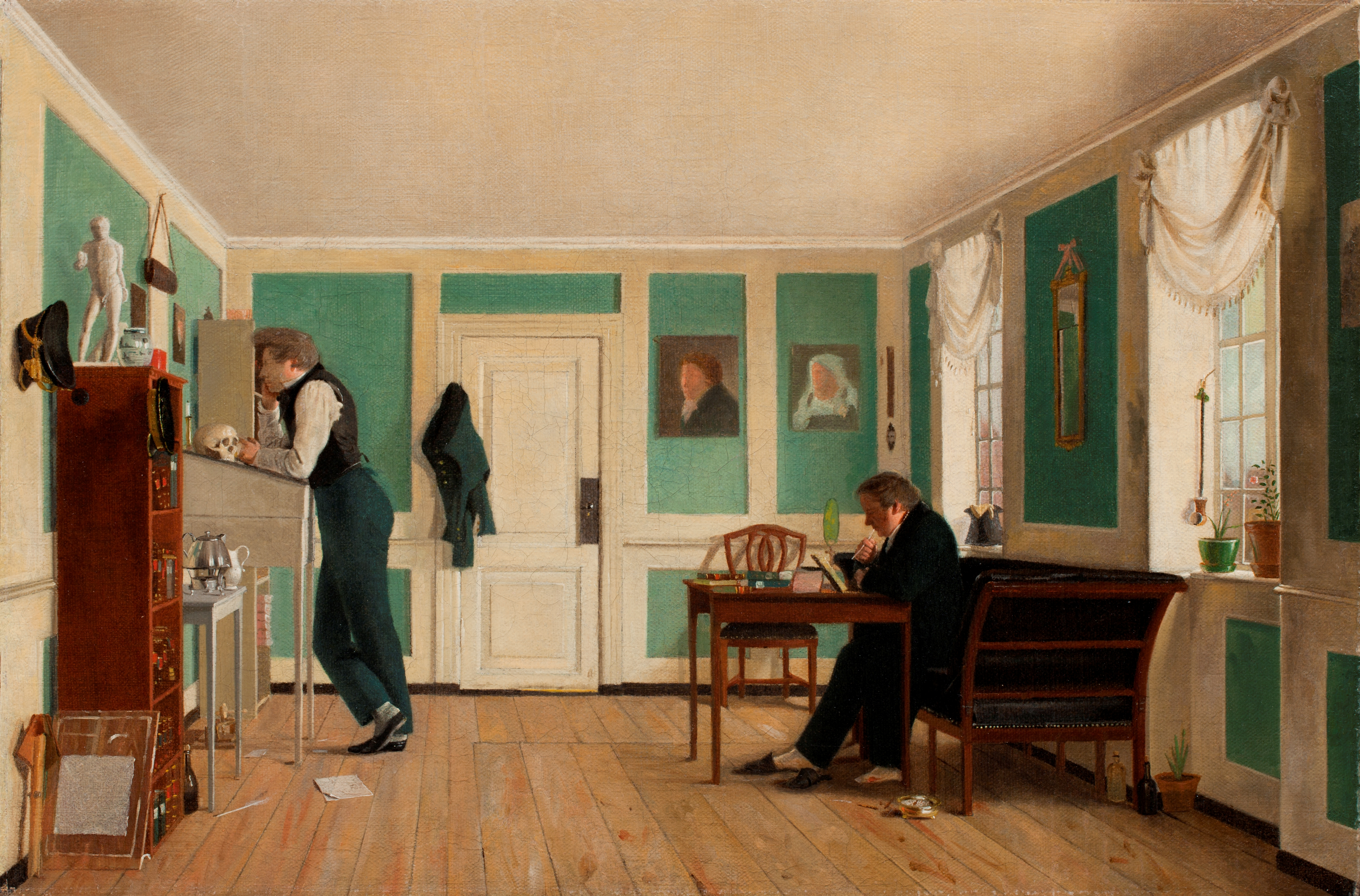
Interieur uit de Amaliegade, ca. 1829

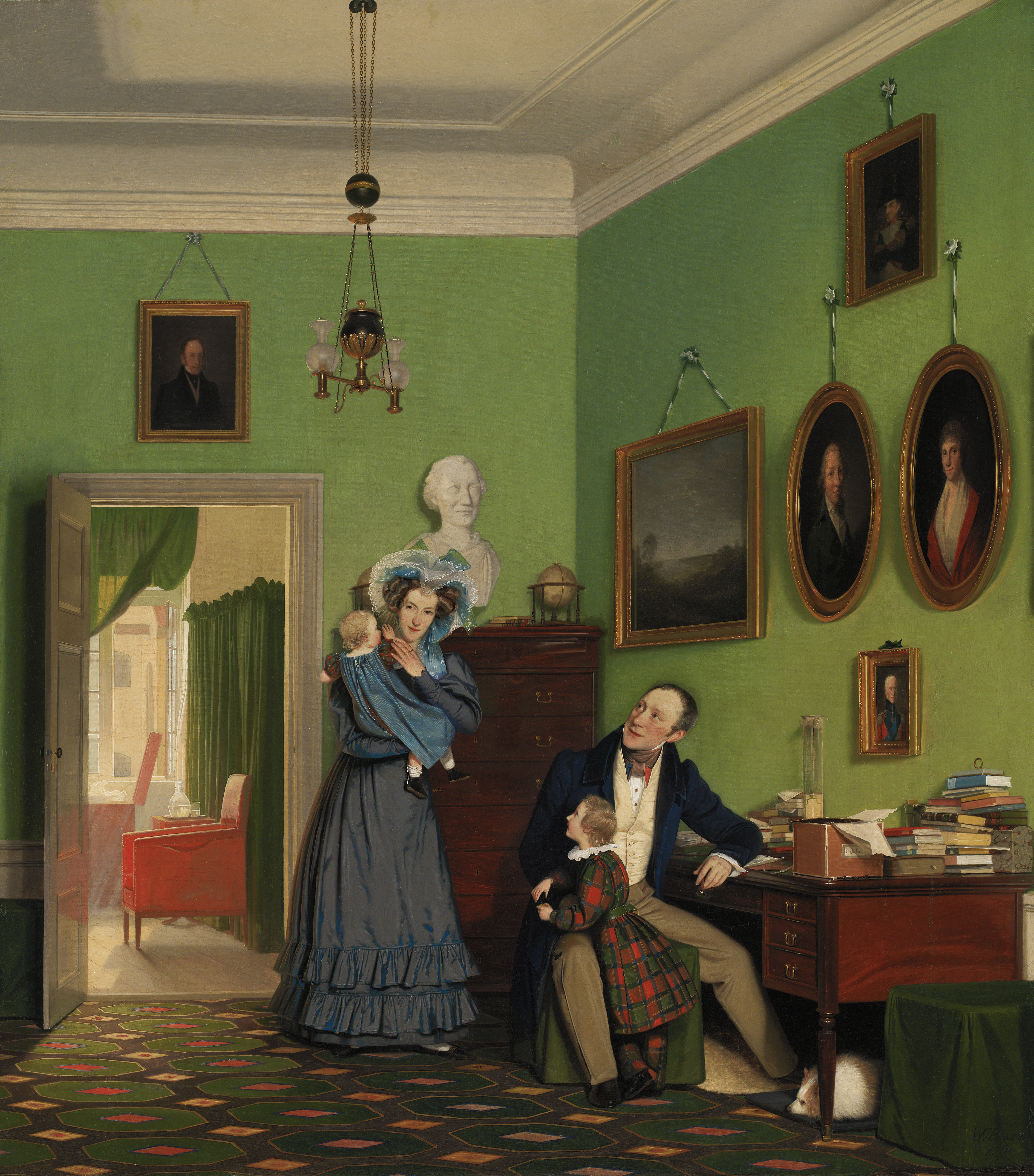
De familie Waagepetersen, 1830

Wilhelm Ferdinand Bendz (20 maart 1804 - 14 november 1832) was een Deense genre- en portretschilder. Hij behoorde tot de belangrijkste kunstenaars uit de zogenaamde Gouden Eeuw van de Deense schilderkunst (1800-ongeveer 1850).
Bendz studeerde van 1820 tot 1825 aan de Det Kongelige Danske Kunstakademi, de kunstacademie in Kopenhagen. Hier kreeg hij les van onder meer professor Christoffer Wilhelm Eckersberg. Hij was een begaafde portretschilder. Bendz' ambitie was schilderijen te maken die een versmelting waren van het portret, genre en de allegorische geschiedenisvoorstelling. Zijn technische begaafdheid kwam vooral tot uiting in de weergave van licht van een onbestemde bron en de resulterende schaduwen. Tot zijn belangrijkste werken behoren portretten van mede-kunstenaars als Ditlev Blunck, een scène van de anatomische klas op de academie en enkele groepsportretten. Werken van hem bevinden zich in verschillende Deense musea, zoals Statens Museum for Kunst, Ny Carlsberg Glyptotek en Thorvaldsens Museum.
Bendz stierf aan een longziekte, opgelopen tijdens een reis naar Italië.
- (da)  Wilhelm Bendz op de Kunstindeks Danmark & Weilbachs Kunstnerleksikon